# Нельсон-Лейкс (національний парк)
Національний парк Нельсон-Лейкс (англ. Nelson Lakes National Park) — національний парк розташований в північній частині Південного острова Нової Зеландії, на північному кінці Південних Альп. Він був створений у 1956 році (один із чотирьох, створених у 1950-х роках). Парк містить букові ліси, численні озера, засніжені гори та долини, утворені льодовиками під час льодовикових періодів.

## Історія
Землі та води Національного парку Нельсон-Лейкс мають значення для багатьох народів маорі частково тому, що води озер є важливими джерелами для річок, що протікають через різні регіони. Ці народи або іві включають: нґаті апа кі те ра то, нґаті-куя, рангітан з вайрау, нґаті-раруа, нґаті-тама, нґаті-тоа та те-атіава, а раніше, нґаті-туматакокірі.